# Jadrolinija

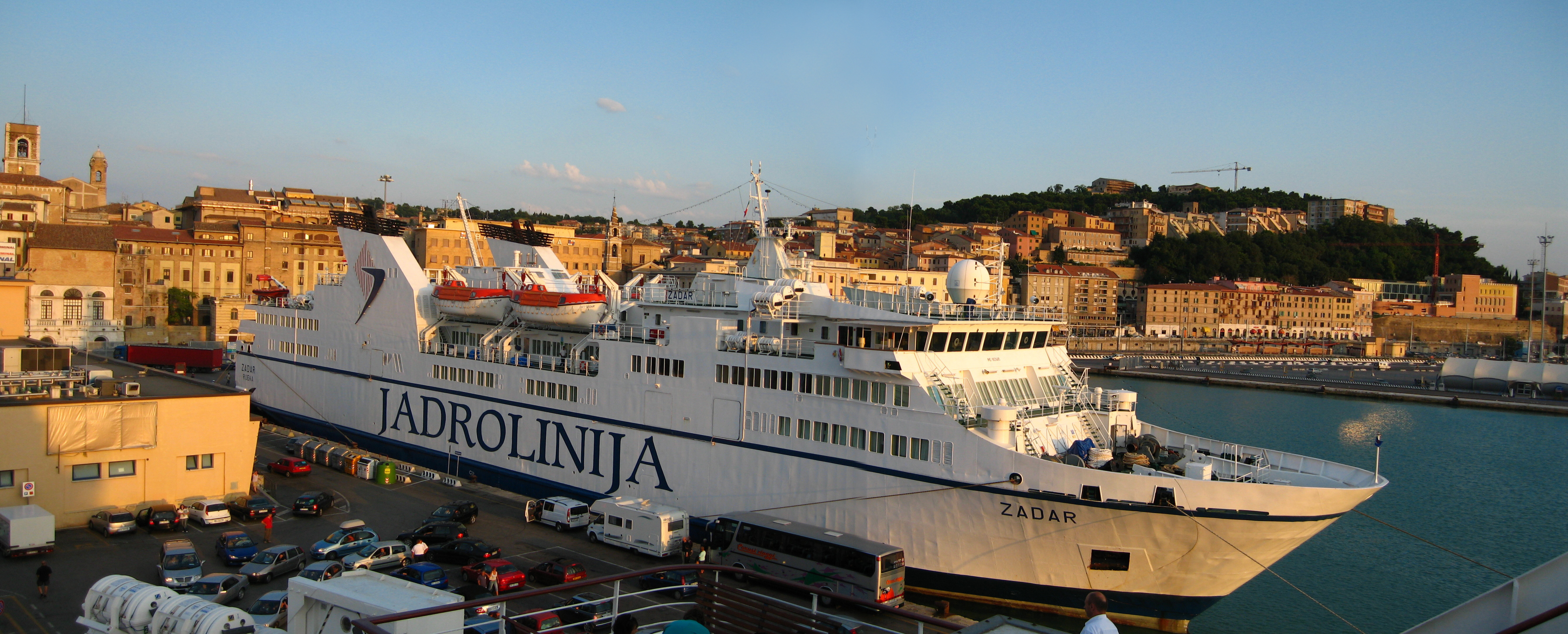
Le ferry Zadar dans le port d'Ancone

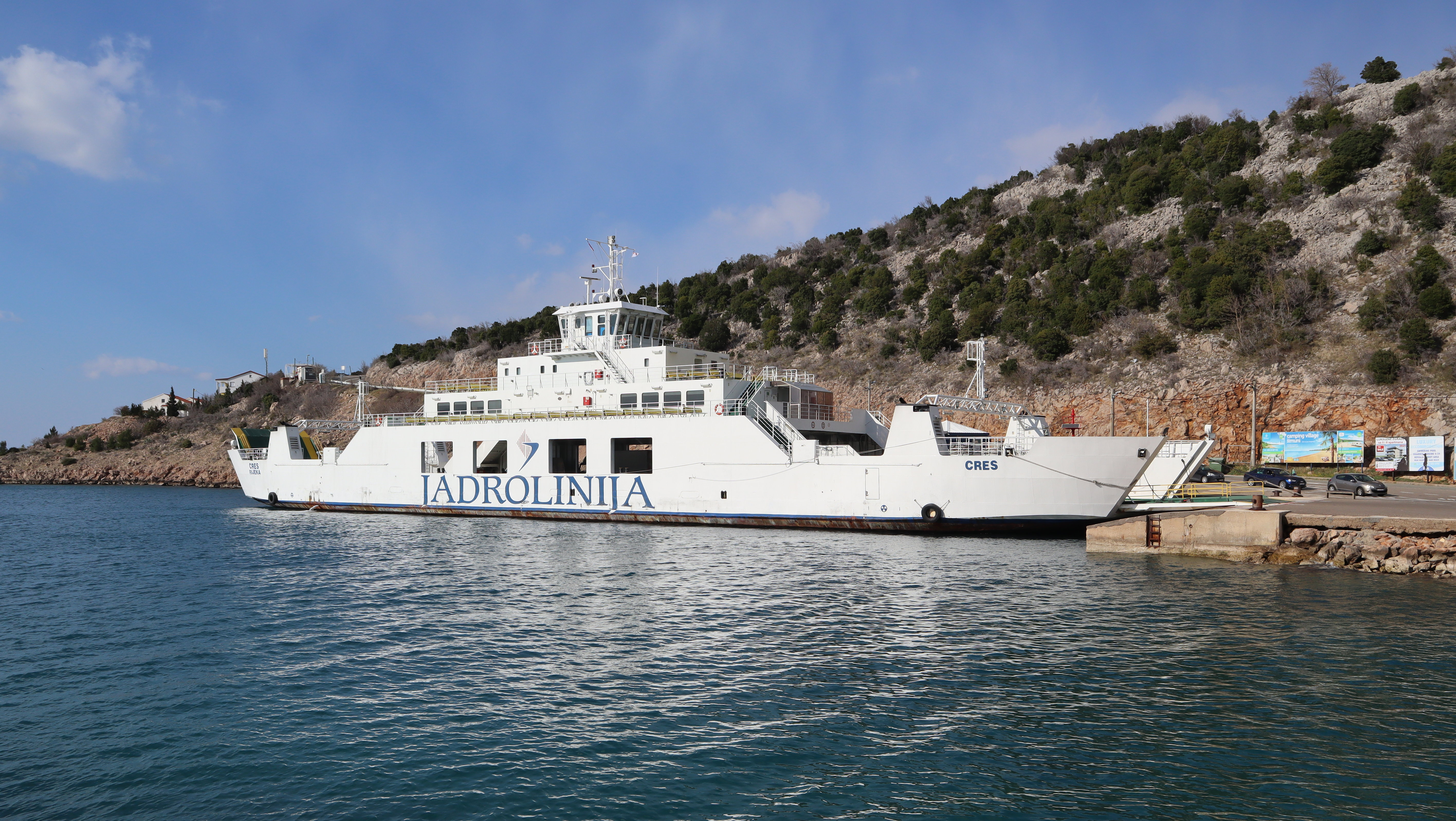
Le ferry Cres entre Prizna et Žigljen (Île de Pag)

Jadrolinija est une compagnie maritime croate fondée à Rijeka le 20 janvier 1947 à partir de plusieurs petites compagnies indépendantes dont la plus ancienne date de 1872. La compagnie appartient à présent à la République de Croatie.
L'essentiel de l'activité de Jadrolinjia est le transport par ferries entre les côtes croates et italiennes ainsi qu'entre les îles et le continent en Istrie et en Dalmatie. La Jadrolinija est une institution dans le domaine du transport en mer Adriatique. Son siège administratif est établi dans le Palais Adria, à Rijeka, un immeuble créé pour accueillir les locaux de la compagnie maritime hongroise Adria en 1882.

## Flotte
36 ferries, 8 catamarans, 1 hydrobus, ainsi que des navires réguliers. 

## Îles desservies
Cres, Lošinj, Rab, Pag, Unije, Susak, Ilovik, Mali Lošinj, Ugljan, Pašman, Dugi Otok, Ist, Molat, Sestrunj, Rivanj, Silba, Olib, Premuda, Iž, Rava, Žirje, Kaprije, Prvić, Zlarin, Brač, Hvar, Šolta, la péninsule de Pelješac, Vis, Drvenik Veliki et Drvenik Mali, Korčula, Lastovo, Mljet, Šipan, Lopud et Koločep.

## Sources
Les informations présentes sur cette page sont issues de la version anglophone de l'article ainsi que du site officiel de la compagnie Jadrolinjia.